# Бевз Тамара Олексіївна
Бевз Тамара Олексіївна, до шлюбу Андреєва (18 червня 1947 — 22 жовтня 2015), літературний псевдонім Тамара Корсунська — українська поетеса, кандидатка філологічних наук, доцентка.

## Біографія
Тамара Андрєва народилася 18 червня 1947 року в місті Корсунь-Шевченківський Черкаської області в родині вчителів. У 1962 році закінчила Черепинську восьмирічну школу, [Архівовано 20 листопада 2016 у Wayback Machine.] а в 1965 році закінчила Корсунь-Шевченківську школу № 1. В 1967 році закінчила педагогічне училище в місті Корсунь-Шевченківський. Опісля працювала вчителькою молодших класів в Радсадівській школі Миколаївської області. В 1972 році закінчила Київський педагогічний інститут, факультет філології, за спеціальність «Українська мова та література». По закінчені працювала в школах міст Жданова, Вінниці та Корсунь-Шевченківського вчителем української мови та літератури. 
16 років викладала на кафедрі української мови інституту філології й журналістики Вінницького державного педагогічного університету імені М.Коцюбинського. В 1996 році їй було присуджено науковий ступінь кандидата філологічних наук, потім вчене звання доцента.
Почала працювати над докторською дисертацією, але за станом здоров'я онуки Олександри Бурбело залишила роботу і дисертацію. Коли онука померла, вона повністю віддалась літературній творчості.
Була членкинею Українського клубу та Літературного форуму [Архівовано 23 березня 2020 у Wayback Machine.].
Хвороба обірвала її творче життя в жовтні 2015 року.

## Творчість
Тамара з дитинства захоплювалась поезією. Свої перші вірші надсилала до Республіканської газети «Зірка», друкувала свої твори в ЗМІ. Друкувалися її поезії в газетах «Комсомольське плем'я», «Подільська зоря» (м. Вінниця), «Надросся» (м. Корсунь-Шевченківський, Черкаська обл.), «Ліра» — обласна літературна газета літоб'єднання ім. О. Донченка при редакції газети «Лубенщина» (м. Лубни, Полтавська обл.) та літературно-художніх альманахах: «Антологія сучасної новелістики та лірики України» (2014, 2015), «Чатує в століттях Чернеча гора» (2014, 2015), «Скіфія — 2014 — Весна, Літо, Осінь, Зима», «Скіфія — 2015 — Весна, Літо» (м. Канів, Черкаська обл.), «Vintage», «Листи до Миколая», «Софія», «Сила почуттів», «Мати», «Дух землі», «Магія кохання» (м. Хмельницький) та інших. 
У 2015 році вийшли друком дві її поетичні збірки — «Козацький і Шевченків край» та «Василь Симоненко — Національний поет України». 
У 2016 році вийшли збірки сонетів «Намисто України» в чотирьох книгах. 
У 2017 році вийшла з друку наступна книга поетеси «Софіївка», поема та поезії про Національний дендрологічний парк в Умані. Через рік побачила світ восьма книга «Тривога за Україну». В ній поезія про трагічні події на Сході України, про захисників Вітчизни, про їх мужність, героїзм, любов до рідного краю.
Твори
- 2015 — «Василь Симоненко — Національний поет України»[1] (Черкаси);
- 2015 — Козацький і Шевченків край (Корсунь-Шевченківський)[2];
- 2016 — Намисто України. Сонети в 4-х книгах (Черкаси);
- 2017 — Софіївка (Черкаси)[3];
- 2018 — Тривога за Україну (Вінниця);
- 2020 — Дорога до миру (Вінниця);
- 2021 — "Сім Атлантид" (Вінниця);
- 2022 — «З Україною в серці» (Вінниця).

## Відзнаки
- Спеціальна відзнака «Козацька балачка рекомендує» за участь у IV міжнародному українському літературному конкурсі «Козацька балачка»[4] (поема «Перемога на Землі Мамаїв» м. Київ, 04.06.2014);
- Диплом переможця від Українського клубу у конкурсі "Шоста поетична зима (м. Київ, 26.02.2015 року).